# Exaerete
Exaerete es un género de abejas de la familia Apidae y de la tribu de las abeja de las orquídeas (Euglossini). Sus especies se distribuyen desde México a Argentina. Son abejas relativamente grandes, entre 15 y 28 mm y en su mayoría de color verde metálico. Todas sus especies son cleptoparásitas de los nidos de otras abejas de las orquídeas, tanto de Eulaema como de Eufriesea.
Se reconocen las siguientes siete especies:
- Exaerete azteca Moure, 1964
- Exaerete dentata (Linnaeus, 1758)
- Exaerete frontalis (Guérin-Méneville, 1845) - Incluye Exaerete lepeletieri, que algunos autores reconocen como especie válida.
- Exaerete kimseyae Oliveira, 2011
- Exaerete salsai Nemesio, 2011
- Exaerete smaragdina (Guérin-Méneville, 1845)
- Exaerete trochanterica (Friese, 1900)